# Viagem ao Inferno Mitológico
Viagem ao Inferno Mitológico é um livro do Dr. Enrico Mattievich, originalmente publicado no Rio de Janeiro, no Brasil, em 1992 pela Editora Objetiva (204 p.).
O autor é um professor aposentado de Física que lecionou na Universidade Federal do Rio de Janeiro (UFRJ) por mais de trinta anos. Na obra, expõe a sua teoria acerca dos contatos entre a Europa e a América, apresentando excertos de textos da literatura clássica greco-romana que relatam o conhecimento de terras americanas, que muitos historiadores e geógrafos não consideraram académicamente até aos nossos dias.
Na década de 1960 a escritora e arqueóloga Henriette Mertz, apresentou teoria semelhante, sugerindo que a viagem lendária de Odisseu/Ulisses e a sua tripulação após a Guerra de Troia, narrada por Homero na sua "Odisseia", poderia também ter sido além do estreito de Gibraltar, e através do oceano Atlântico, em direção à América do Norte.
Ela propôs ainda que os Argonautas poderiam ter navegado para o Atlântico Sul, passando pela foz do rio Amazonas e alcançando a do rio da Prata. Dali, subindo o curso do rio, eles poderiam ter alcançado o altiplano Boliviano e Tiwanaku. A Dra. Christine Pellech também propôs que a viagem de Odisseu/Ulisses ao Reino dos Mortos foi uma viagem real às cataratas do Niágara.

## História
Antes da publicação da obra em língua portuguesa (1992) o autor apresentou as suas descobertas preliminares em Lima, no Peru, para uma plateia de arqueólogos peruanos, numa conferência no "Museo de Arqueología, Antropología e Historia del Perú", em 24 de janeiro de 1986. Menos de três anos após a sua publicação, a obra foi apresentada em uma palestra na "Pan-Macedonian Association of Melbourne", em Victoria, na Austrália, a 8 de janeiro de 1995, ao que se seguiu a publicação de um extenso artigo, quatro dias mais tarde, no "Neos Kosmos", jornal em língua grega de maior circulação na Austrália.
A reportagem despertou a curiosidade de Antonis Nicolaras, à época presidente da "Themistokles Association of the High School Graduates of Piraeus" e que, através de Ioannis Neonakis, então Cônsul-Geral da Grécia no Rio de Janeiro, propôs a publicação da obra na Grécia. A tradução para a língua grega tem sido tão bem recebida que se encontrava em sua quinta edição autorizada, e mesmo em algumas versões eletrônicas não-autorizadas.
Os organizadores da primeira edição grega, coordenados por Nicolaras, prepararam um "Programa Homérico" de três semanas de duração, com início em 6 de outubro de 1995, com o lançamento do livro no "Hellenic Offshore Racing Club of Piraeus", seguido de um encontro, à noite, na Universidade Técnica Nacional de Atenas, no qual o Dr. Mattievich ministrou uma palestra apresentando a sua tese sobre o "Descobrimento da América pelos antigos Gregos".
Pouco antes da palestra, o Dr. Mattievich foi objeto de diversas homenagens pelas autoridades gregas, como por exemplo uma placa comemorativa da cidade de Pireu por seu autarca à época, Stelios Logothetis; a "Medalha de Prometeu", oferecida pelo então presidente da Universidade, Professor Nikolas Markatos, por "roubar o fogo dos deuses"; um relógio comemorativo, oferecido por Nicolaras em nome da Associação; e uma estatueta de bronze em estilo Cicládico, oferecida pelo Comodoro John Marangondakis, presidente Clube, por sua contribuição à arqueologia grega.
Nicolaras também promoveu a Comissão que foi enviada ao Peru para propor colaborações científicas em Arqueologia, colocando assim em prática as intenções de Daniel Estrada Perez e Antonis Tritsis, então autarcas de Cusco e Atenas, respectivamente, que, sob os auspícios da UNESCO assinaram, em 18 de setembro de 1991, um acordo de cooperação declarando Cusco e Atenas como cidades irmãs.
Em julho de 1997, a Universidade Técnica Nacional de Atenas enviou ao Peru uma comissão de três professores gregos, liderados pelo Prof Christos Ftikos, e da qual o Dr. Mattievich foi convidado a participar. Em Cusco, com a colaboração de Daniel Estrada Perez, a comissão conseguiu estabelecer uma proposta de cooperação com a "Universidad Nacional de San Antonio Abad del Cusco".

## Enredo
Ao longo de cinco séculos os estudiosos do "Novo Mundo" tem encontrado paralelos surpreendentes entre mitos, tradições e ritos entre os povos da América e os do "Velho Mundo". Especialistas em pré-história e arqueologia dispõem hoje de provas suficientes de visitas em tempos pré-colombianos à América por rotas oceânicas. Os fragmentos de cerâmica encontrados no Equador, em camadas estratigráficas profundas relacionadas com a civilização Valdívia, datados de 3000 a.C. e identificados com a cultura Jomon do Japão, são a prova mais antiga destas visitas através do oceano Pacífico. Um desses fragmentos tem a forma inconfundível de um navio.
Ainda no Equador, no sítio arqueológico costeiro denominado "La Tolita", caveiras que têm finas peças de ouro na boca foram encontradas com outros restos de sepultamentos em montes circulares conhecido como "tolas". Recorde-se que era costume na antiga Grécia colocar-se uma moeda de ouro, conhecida como óbulo, sob a língua do falecido, para que este pudesse pagar a viagem pelo Aqueronte, e que a palavra grega "tolos" é o nome dado a antigos monumentos funerários de forma circular.
Na costa do Atlântico Norte, além dos sítios arqueológicos bem conhecidos na Terra Nova, que demonstram a colonização nórdica iniciada por Leif Eriksson no início do século XI -, foram encontrados vários objetos e construções de pedra de origem ainda mais antigos, juntamente com inscrições atribuídas a Celtas, Fenícios, e navegadores da Líbia, evidenciando que os aventureiros e navegadores já atravessavam o Atlântico milênios antes.
Com a afirmação da Arqueologia como ciência no século XIX, além das evidências acima citadas, várias outras lhe foram acrescentadas, nomeadamente nas áreas da Botânica, da Arte e da Linguística. Recentemente, a descoberta de cocaína na boca de múmias do antigo Egito, assim como folhas de tabaco picado e outras ervas, para evitar a putrefação, na múmia do faraó guerreiro Ramessés II, no século XIII a.C., constituem evidências a favor de contato greco-fenício antigo com a América. Apesar disso, os defensores desses primitivos contatos não conseguiam resposta para a principal objeção daqueles que duvidavam dessas evidências: "Por que, então, não existem indicações do conhecimento da América na literatura do Velho Mundo?"
Na obra Jornada ao Inferno Mitológico, o Dr. Mattievich dá resposta a essas objeções apresentando textos da literatura clássica do "Velho Mundo" associados ao conhecimento da América.
A tese apresentada afirma que os mitos gregos e romanos relacionados ao "Mundo Inferior", a Casa de Hades, o reino dos mortos ou o Inferno, teve origem na América do Sul, especificamente na região andina do Peru, onde as ruínas do "Palácio de Hades e Perséfone", mencionado na "Teogonia" de Hesíodo, obra escrita por volta de 700 a.C., ainda estão de pé, no sítio arqueológico conhecido como Chavín de Huantar. Esta teoria tomou forma depois da primeira visita do pesquisador a esse sítio, em 1981, quando este percebeu que a estrutura labiríntica do Palácio de Chavín poderia ter sido construída para fins acústicos, de modo a simular o "som dos deuses". Este som, juntamente com a aparência assustadora dos deuses gravados nas pedras do Palácio, deveria causar na população um efeito assustador.
Desde 2008, uma parceria entre o "Center for Computer Research in Music and Acoustic" (CCRMA) da Stanford University e o grupo de Arqueologia/Antropologia da mesma instituição, começou o "The Chavín de Huántar Archaeological Acoustic Project", cujo objetivo é estudar as propriedades acústicas de Chavín de Huantar, que podem, eventualmente, fornecer a comprovação científica para a hipótese do "Palácio Retumbante", apresentada na obra de Mattievich.